# Сарана Надія Онисимівна
Сарана Надія Онисимівна (1918-2006) — радянська підпільниця, почесний громадянин м. Дніпропетровська.

## Біографія
Підпільниця в роки Другої Світової війни, зв'язкова ЦК Комуністичної партії (більшовиків) України з Дніпропетровським міським підпільним комітетом партії. З 1958 року до виходу на пенсію працювала викладачем у навчальних закладах міста, проводила велику роботу з виховання молоді.

## Нагороди та відзнаки
- орден Червоної Зірки (1942)
- орден Вітчизняної війни ІІ ступеня
- Почесна Грамота Президії Верховної Ради УРСР (1973)
- медаль «Партизан Великой Отечественной войны» І ступеня
- почесне звання «Почесний громадянин м. Дніпропетровськ» (1978)